# Берёзовка (Томская область)
Берёзовка — деревня в Первомайском районе Томской области; административно входит в состав Куяновского сельского поселения. Основное население — этнические эстонцы.

## Расположение
Селение находится в 120 км по прямой к с-в-в от Томска (по дорогам — расстояние для проезда составляет около 200 км), в 30 км (по прямой) к востоку от города Асино, на правобережной болотистой равнине реки Чулым; на перекрёстке автодороги из райцентра Первомайское (через село Кульдорск) к сёлам Лиллиенгофка и Малиновка. От Кульдорска до Берёзовки расстояние составляет 8,6 км, от Первомайского до Берёзовки — 44 км.
С юга и севера селение граничит с лесными массивами, с востока (и далее на юго-восток, до поймы реки Чулым) расположено большое болото.
Река Чулым в целом с юго-востока, юга, юго-запада и запада огибает по большой дуге Берёзовку. Ближайшее расстояние от села до Чулыма, — прямо на юг 6 км; просёлочными дорогами в обход болот и ручьёв путь составит около 10 км.
Улично-дорожная сеть:
- улица Лесная
- улица Луговая
- переулок Луговой
- улица Новая
- улица Первомайская
- улица Школьная
- улица Центральная

## История
Впервые группа эстонских и финских крестьян сёл волости Яланка Ямбургского уезда (территория Санкт-Петербургской губернии) была выслана на вечное поселение в Сибирь в 1803 году за участие в восстании против местного барона фон Унгерн Штернберга, подданного российского императора. Первые невольники-поселенцы были неоднородны по этническому составу: немецкие, латышские, эстонские и финские семьи.
В 1803 и 1804 году строились первые дома хутора (будущего поселения, которое в учётных документах Томской губернии именовалось как хутор Рыжково). Большинство жителей в Причулымье оказались эстонцами, которые именовали свою таёжную, богом забытую деревеньку по-своему: Касакюла (от эстонского Kaseküla — Берёзовое).
В период Столыпинской агарной реформы земли Сибири были предложены для освоения и земледелия крестьянам Центральной, Южной и Западной России. Первые эстонские добровольные переселенцы стали прибывать (первоначально для присмотра мест) в Томскую губернию ещё в конце XIX века. Самая большая волна переселенцев была в начале XX века, когда в период с 1906 по 1914 гг. в Сибирь переселилось более 9000 эстонцев, которые формировали новые деревни и сёла. Официально на месте бывшего хутора Касакюла была образована деревня Берёзовка в 1902 году эстонцами — переселенцами из Вильяндинского уезда Эстонии, которым пришлось осваиваться в сложных сибирских условиях.
В новой Берёзовке поселенцы основательно обустроились к 1910 году, на средства зажиточных (состоятельных) селян были отстроены молельня и начальная школа (1914), в которую из Ревельской губернии был выписан кистер — сельский учитель. Расселившись в селе и по окрестным хуторам (у каждой семьи был свой покос, огород, пастбище), сибирские эстонцы продолжали сохранять свой национальный дух и культуру.
В период Гражданской войны особых событий в эстонской Берёзовке не случилось. При установлении с января 1920 года в Томской губернии новой советской власти, в Берёзовке формируется сельский совет.
До советской реформы районирования (осень 1924 — май 1925) село входило в состав Пышкино-Троицкой волости Томского уезда Томской губернии.
В 1925—1930 гг. село относится к Зачулымскому району Томского округа Сибирского края РСФСР.
В 1920-е гг. в селе стали образовываться товарищества по совместной обработке земли, являвшиеся прообразом будущего колхоза. В 1927 году была открыта ШКМ — школа крестьянской молодёжи, где, наряду с начальной грамотностью, молодых людей из беднейших семей обучали сельскохозяйственному, земледельческому делу. При неполной средней школе и при ШКМ были организованы огороды. И сегодня в местном музее можно увидеть фотографию с летней земледельческой практики тех лет.
В 1929 году, после закрытия церкви, был открыт сельский клуб.
В 1930 году, при реформе Сибкрая в Запсибкрай, был упразднён Зачулымский район, село стало относиться к Зырянскому району. В этот год местным сообществом в складчину был куплен паровой котёл, на основе которого стала действовать общая маслобойка, которую называли «Берёзовским маслозаводом». В условиях политики создания в сёлах агротовариществ и сельхозартелей, была организована местная рыболовецкая сельхозартель «Невод».
С 1931 года в стране шла политика раскрестьянивания, идущая под лозунгами коллективизации. В 1932 году на основе крестьян Берёзовки был организован колхоз «Сяде» («Искра»), председателем назначена Мария Юссь. Одновременно с созданием колхоза шли репрессии против части крестьян, которых другие односельчане под присмотром вооружённых представителей власти обязаны были «раскулачивать» и отдавать под «наказание трудом». В среднем до 15 % жителей эстонских деревень Сибири были репрессированы, при этом большинство мужчин 20—40-летнего возраста из их числа были расстреляны как «предатели» и «враги народа». В 1937 году была ещё одна волна репрессий. Накануне ленинградские чекисты НКВД СССР якобы ликвидировали группу шпионов и вредителей, завербованных белоэстонской разведкой для диверсий на территории СССР. После этого в разных городах и районах Западно-Сибирского края органами госбезопасности были проведены многочисленные аресты этнических эстонцев, которых обвиняли в участии в создании некой сибирской диверсионно-повстанческой террористической организации. Некоторые жители Берёзовки были вызваны в здание сельсовета под разными предлогами, где оказались арестованными сотрудниками райотдела НКВД. Больше они домой не вернулись. Всего по селу было репрессировано 38 человек, тридцать из которых были расстреляны или погибли от репрессий.
В 1937 году в результате реорганизации Запсибкрая и образования новой Новосибирской области, произведена реформа районов. Село Берёзовка стало относиться к Асиновскому району НСО.
В те же 1937 и 1938 годы была предпринята «русификация» села: ранее ликвидирована молельня, затем были изъяты в библиотеке книги на национальном языке, с 1938 — обучение в начальной школе вводилось только на русском языке. Всем жителям отныне запрещалась почтовая связь с родственниками в Эстонии.
В 1939 году в рамках политики «колхозного укрупнения» окружающие деревни и хутора с прибалтийско-переселенческим населением были ликвидированы, их жителям было предписано переселиться в Берёзовку. Это было совершено под лозунгом целесообразности при использовании колхозных пахотных земель. Окончательно все хуторяне были сосредоточены в Берёзовке к весне 1941 года.
В 1939 году село отнесено к вновь восстановленному Пышкино-Троицкому району (до 1944 года — в составе Новосибирской области).
21 июля 1940 года Эстония была преобразована в Эстонскую Советскую Социалистическую Республику (ЭССР), которая немедленно вошла в состав СССР. При прибалтийских сталинских репрессиях эстонцев из ЭССР массово высылали в Томский округ, однако расселение ссыльных производилось не в прежних национальных поселениях, а на целинных и болотистых просторах шегарского левобережья Оби. При этом берёзовские эстонцы были как бы восстановлены как отдельная официальная этническая группа в составе жителей, населения РСФСР.
В годы Великой Отечественной войны 1941—1945 гг. жители села разделили с другими сибиряками бремя лишений сурового времени. В 1942—1945 гг. село являлось местом размещения детей, эвакуированных из блокадного Ленинграда.
В августе 1944 года была образована вновь Томская область и село стало относиться (до 1965) к Пышкино-Троицкому району Томской области.
В военное и послевоенное время особого процветания берёзовский колхоз не испытал, однако, лишившись кирхи и с «укрупнением сельсоветов», Берёзовка стала терять статус села, — становилась деревней, подчинённой Куяновскому сельсовету.
После XX съезда КПСС, осудившего «культ личности Сталина», «сталинские перегибы в коммунистическом строительстве в СССР в 1928—1953 гг.» и «массовые сталинские репрессии», а также после политической «оттепели» в Советском Союзе многие эстонцы из Берёзовки стали уезжать жить в Эстонскую ССР. В 1970-е годы была самая большая волна уехавших в Эстонию, прежде всего уезжали (или их увозили родители) те, кто родился в 1960-е. Численность сибирских эстонцев очень значительно снизилась. Отток населения не остановился даже с открытием в 1968 году новой школы.
Местный колхоз в 1954—1965 гг. носил имя руководителя КПСС товарища Н. С. Хрущёва. В 1965 году колхозу было возвращено прежнее наименование — «Искра». Колхоз просуществовал до начала 1990-х гг., всего было 38 председателей, двое из которых оказались женщинами (первая и последняя в его истории).
В настоящее время Берёзовка представляет собой поселение с главной S-образной улицей (улица Центральная) и рядом улиц и проулков, ответвляющихся от неё.

## Население
| 1926 | 2002 | 2010 | 2012 | 2013 | 2014 | 2015 |
| ---- | ---- | ---- | ---- | ---- | ---- | ---- |
| 579  | ↗586 | ↘435 | ↗439 | ↘418 | ↘404 | ↘387 |
| 2021 |      |      |      |      |      |      |
| ↘359 |      |      |      |      |      |      |

Динамика населения показывает пик роста к 1943 и затем снижение и снижение численности жителей селения.

## Образование
В 1968 году в посёлке открылась Берёзовская средняя общеобразовательная школа. При школе был организован сельский краеведческий музей, призванный представить сохранение эстонской национальной культуры у прибалтов, переселившихся в Сибирь в 1802—1914 гг., а также их историю бытия в советское время.

## Достопримечательности
В Берёзовской школе расположен школьный краеведческий музей имени Г. М. Рейле, ведущий просветительскую и воспитательную работу с учащимися, экскурсионную работу с посетителями.